# Improduktiv (grammatik)
En improduktiv ordklass, avledning eller grammatisk kategori betecknar något där nybildning är omöjlig eller sällsynt, till skillnad från produktiv.